# Anostomoides atrianalis
Anostomoides atrianalis es una especie de peces de la familia Anostomidae en el orden de los Characiformes.

## Hábitat
Vive en zonas de clima tropical.

## Distribución geográfica
Se encuentran en Sudamérica:  cuenca del río Orinoco.